# Kukës
Kukës (albanisch auch Kukësi) ist eine kleine Stadt in Nordalbanien mit 15.643 Einwohnern (Volkszählung 2023). Sie ist Hauptort der gleichnamigen Bashkia und des gleichnamigen Qarks sowie Zentrum des Nordosten des Landes.

## Geographie
Die Stadt – die zwanzigstgrößte des Landes – liegt inmitten des nordalbanischen Gebirges oberhalb des Zusammenflusses des Weißen und Schwarzen Drins auf rund 350 m ü. A. Südlich der Kukës erhebt sich die Gjallica (2485 m ü. A.), im Osten der Koritnik (2393 m ü. A.), im Nordosten der Pashtrik (1988 m ü. A.), im Westen steigen sie weniger rasch auf große Höhen an.
Der Drin ist an dieser Stelle gestaut: Der Stausee Liqeni i Fierzës begrub 1976 die alte Stadt – Kukës i vjetër genannt – unter sich. Die neue Stadt Kukësi i ri – der Spatenstich erfolgte im Juli 1968 – entstand auf einem windigen Plateau auf einem Hügelzug zwischen zwei Armen des Sees (früher floss im Osten die Luma) und hätte ursprünglich bis zu 30.000 Menschen beherbergen sollen. Das Stadtbild ist deshalb von mehrstöckigen Plattenbauten geprägt. In den letzten Jahren sind aber einige Neubauten sowie eine große Moschee entstanden. 
Beim ehemaligen Albturist-Hotel hat man einen guten Ausblick auf das Flusstal.

## Gemeinde Kukës
2015 wurde Kukës mit den anderen Gemeinde (komune) des ehemaligen Kreises Kukës zu einer Bashkia fusioniert. Die ehemaligen Gemeinden bilden jetzt die 15 Njësie administrative der Bashkia.
| Name       | Einwohner 2023 | Einwohner 2011 |
| ---------- | -------------- | -------------- |
| Kukës      | 15.643         | 16.719         |
| Arrën      | 187            | 462            |
| Bicaj      | 4.066          | 5.631          |
| Bushtrica  | 548            | 1.486          |
| Grykë-Çaja | 933            | 1.440          |
| Kalis      | 252            | 827            |
| Kolsh      | 1.058          | 1.250          |
| Malzi      | 1.616          | 3.072          |
| Shishtavec | 2.237          | 3.835          |
| Shtiqën    | 3.063          | 3.438          |
| Surroj     | 579            | 1.099          |
| Tërthor    | 2.311          | 2.959          |
| Topojan    | 1.062          | 1.753          |
| Ujëmisht   | 1.136          | 1.797          |
| Zapod      | 1.434          | 2.217          |

Die Gemeinde hat 36.125 Einwohner (Volkszählung 2023). Das sind 25 % weniger als zwölf Jahre zuvor (2011: 47.985 Einwohner).

## Geschichte

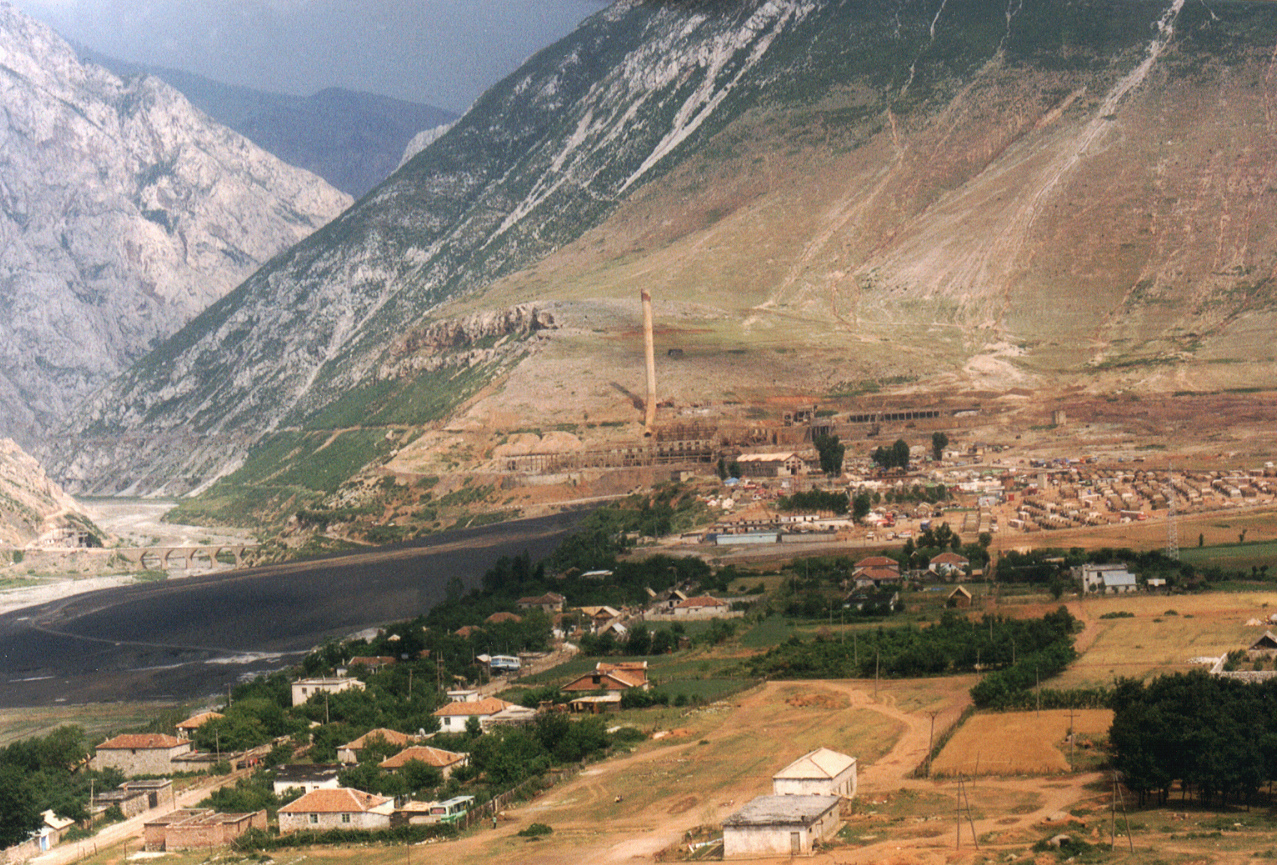
Flüchtlingslager und verfallene Industrieanlagen östlich der Stadt (1999)

Historisch war die Gegend vor allem mit dem Kosovo und der Stadt Prizren verbunden. Bis zur kosovarischen Grenze, die nach 1945 nicht mehr passierbar war, sind es nur 15 Kilometer Luftlinie. Während des Kosovokriegs im Jahr 1999 erreichte Kukës kurz weltweite Berühmtheit, als zehntausende von albanischen Flüchtlingen aus Kosovo bei Morina die Grenze überquerten und in Kukës Zuflucht fanden und hunderte von Journalisten über die Ereignisse berichteten. Rund um Kukës entstanden damals Flüchtlingscamps aus Zelten, die von internationalen Hilfsorganisationen und den Armeen von NATO-Staaten betrieben wurden.  
Die Region rund um Kukës erlebte während der kommunistischen Herrschaft einen Aufschwung dank Bergbau, Holzindustrie und staatlicher Landwirtschaft. Der alte Handelsplatz, wo wichtige Straßen durch die nordalbanischen Berge zusammenkamen, war lange sehr klein: 1938 hatte er 1.191 Einwohner, 1945 sogar nur 1.070. Es wurden aber immer mehr Betriebe angesiedelt und in der Umgebung Kupfer und Chrom abgebaut, so dass die Bevölkerungszahlen allmählich wieder stiegen: 3.896 Einwohner im Jahr 1955, 4.275 im Jahr 1965, über 11.000 im Jahr 1982 und 14.300 im Jahr 1990. 
In den 1990er Jahren verließen viele Bewohner die Region, die zu den ärmsten Albaniens zählt und kaum Arbeitsplätze bietet. Die Abwanderung hält weiterhin an. So haben gerade einige abgelegene, strukturschwache Gebiete der Gemeinde zwischen 2011 und 2023 in nur zwölf Jahren 60 und 70 % ihrer verbliebenen Bevölkerung verloren.

## Infrastruktur

### Straßenverkehr
Kukës lag lange sehr abgeschieden vom restlichen Albanien, da die Fahrt über schlechte Straßen durch die Berge führte und viele Stunden dauerte. 2006 wurde dann mit Bauarbeiten für die Autobahn A1 von Durrës in das Kosovo begonnen, die im Juni 2009 offiziell eröffnet und zumindest auf einer Fahrbahn provisorisch dem Verkehr übergeben wurde. Diese neue Verbindung ist 177 Kilometer lang und ermöglicht nun eine schnelle, meist vierspurige Verbindung zwischen dem Kosovo und der albanischen Küste.

### Flugverkehr
Die Vereinigten Arabischen Emirate finanzierten den Ausbau des alten, bestehenden Flughafens. Der funktionsfähige Kukës „Zayed“ Airport wurde aber nicht wirklich in Betrieb genommen. Die Betreiber des Flughafens Tirana haben mit dem albanischen Staat vereinbart, dass alle internationalen Flüge nach Albanien über ihren Flughafen gehen müssen. Diese Vereinbarung wurde aber im Jahr 2016 für nichtig erklärt. Ein Markt für Inlandflüge besteht spätestens aber seit der Autobahneröffnung nicht mehr. Militär und Polizei nutzen den Flugplatz gelegentlich.
Seit dem Jahr 2019 investierten die neuen Konzessionäre rund 28 Millionen Euro in den Ausbau des Flughafens nach internationalem Format. Die 2200 Meter lange Piste wurde auf 45 Meter verbreitert, vier Abstellpositionen für Flugzeuge in der Größe von Airbus A320 und Boeing 737 wurden errichtet und ein Tanklager samt Feuerwache neu gebaut. Der Flughafen bekam ein 6000 Quadratmeter großes Terminal mit einer Jahreskapazität von bis zu 750.000 Fluggästen. Der Flughafen setzt auf die sogenannten Billigfluggesellschaften.

## Sport
Der lokale Fußballklub FK Kukësi spielt in der höchsten albanischen Liga, der Kategoria Superiore.
Das Stadion Kukës Arena wurde 2020 renoviert.

## Persönlichkeiten
- Pjetër Bogdani (1630–1689), römisch-katholischer Erzbischof und Autor
- Arben Kingji (* 1970), Offizier
- Mesila Doda (* 1971), Politikerin
- Bujar Spahiu (* 1976), Islamgelehrter
- Sahit Prizreni (* 1982), Ringer
- Herciana Matmuja (* 1990), Sängerin